# ケルントナートーア劇場
ケルントナートーア劇場（独: Theater am Kärntnertor）は、オーストリア帝国・ウィーンにかつて存在した歌劇場。

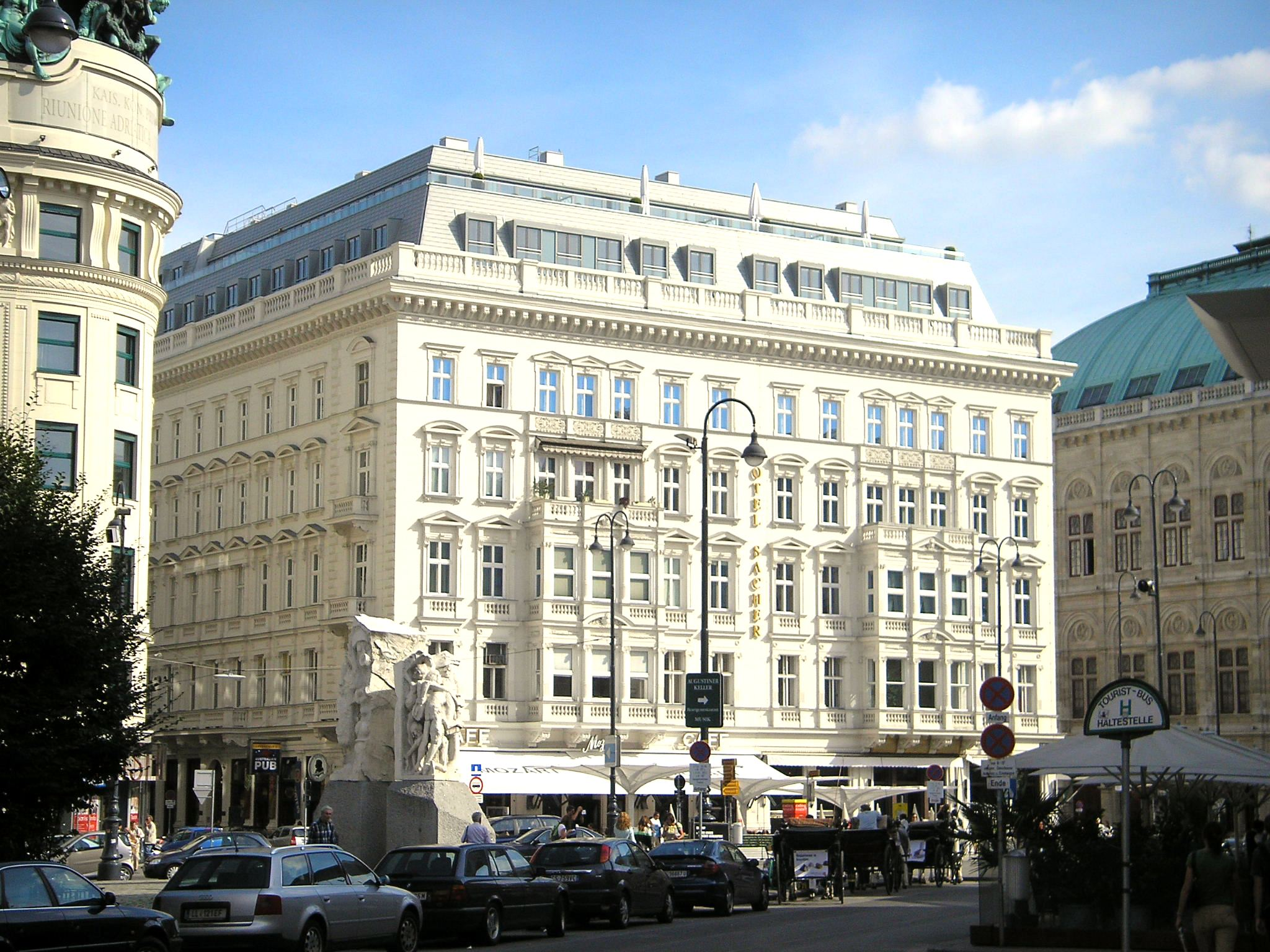
ホテル・ザッハ―

## 沿革
建築家アントニオ・ベドゥッツィの設計により1709年開場した。劇場支配人ヨーゼフ・アントン・ストラニツキーのもと、宮廷劇場でありながら、あらゆる階層に開かれた劇場として親しまれた。なお「ケルントナートーア」とは「ケルンテン門」を意味し、同名の城門の脇に位置していたためにこの名で呼ばれた。
1761年11月3日に創建当初の建造物が焼失し、1763年にニコロ・パカッシ (Nicolò Pacassi) の設計によって再建された。
1869年、ウィーン宮廷歌劇場が新設され宮廷劇場の機能が吸収されると、翌1870年に閉鎖された。跡地には、現在ホテル・ザッハーが建っている。

## 活動と関連する音楽家たち
ヴィヴァルディは晩年におそらくケルントナートーア劇場のためにオペラを書き、劇場の隣の宿舎で1741年に没した。
もう1つの宮廷劇場であるブルク劇場でフランスやイタリアのオペラが上演されたのと対照的に、ケルントナートーア劇場では主にドイツ語の劇が上演され、このために当初ドイツ劇場とも呼ばれた。イタリア語はしばしばドイツ語喜劇に混ぜ合わせた形で上演された。ハイドンの初期のジングシュピール作品である『新版せむしの悪魔』（1759年、台本のみ現存）はこのような形態の劇の例である。
1776年にヨーゼフ2世がブルク劇場を「国民劇場」とする改革を実行して以来、ケルントナートーア劇場は常設の劇団がなくなり、主にコンサートや他から来訪した劇団の上演に使われる場所になった。
ハイドンのドイツ語オラトリオ『天地創造』は1798年にシュヴァルツェンベルク侯爵邸で私的に初演されたが、公開初演は翌1799年3月19日にケルントナートーア劇場で行われた。
1814年5月23日、ベートーヴェン唯一のオペラ『フィデリオ』がここで初演された。
ナポリのサン・カルロ劇場支配人であったインプレサリオのドメニコ・バルバイアはウィーンに進出し、ケルントナートーア劇場の事実上の支配人の座についた。彼は1822年にウェーバーの『魔弾の射手』のウィーン初演とロッシーニの『ゼルミーラ』のウィーン初演をこの劇場で行って大成功、ウィーンにロッシーニ旋風を吹かせた。翌年にはウェーバーの『オイリアンテ』がこの劇場で初演された。
1824年5月7日、ベートーヴェンの交響曲第9番とミサ・ソレムニスが初演された。